# Frank Blanco
Francisco Blanco Escudero (Barcelona, 13 d'abril de 1975) és un presentador de ràdio i televisió català.

## Biografia
Va néixer a Barcelona però va créixer a Mollet del Vallès. És el petit de tres germans. El seu pare era de Còrdova i la seva mare natural d'un poble de Badajoz.
De 2006 a 2012 va ser el presentador del morning show Anda ya a l'emissora de ràdio Els 40 Principals. El 29 de juny de 2012, després de 15 anys a Els 40 Principals i 6 anys a Anda ya, va ser acomiadat dels 40 Principals i va començar a conduir el morning show Atrévete de Cadena Dial.
En 2004 va participar en un capítol de Los Serrano com a ell mateix. Va col·laborar amb el programa Crónicas Marcianas de Xavier Sardà, fent del seu doble. Va treballar a Canal+ presentant Del 40 al 1 i a Cuatro i 40 TV presentant altres magazines musicals. També va presentar Caiga quien caiga a La Sexta durant el 2008.
Des del 22 de gener de 2012 al 28 de maig, va ser col·laborador habitual dels debats de Gran Hermano 12+1, a Telecinco amb Jordi González.
De febrer de 2013 fins a juny de 2013 Frank Blanco es va posar al capdavant com a relleu de Jordi González per presentar Gran Hermano 14: El debate 14, després d'haver estat col·laborador en l'edició anterior.
Des del 7 de setembre i fins a l'11 d'octubre de 2013 (data en què va abandonar l'emissora) va dirigir i va presentar el programa de la Cadena SER a Madrid A vivir Madrid que es va emetre els caps de setmana de 12 a 14h.
A l'octubre de 2013, va fitxar per laSexta per presentar el programa Zapeando. D'aquesta forma Frank Blanco va abandonar el grup PRISA i Mediaset i es va incorporar a la plantilla de presentadors del grup Atresmedia. Va presentar l'emissió de les Campanades de Cap d'Any a La Sexta el 2013 al costat de la seva companya Sandra Sabatés de El intermedio. El 2014, va repetir la retransmissió de les campanades de Cap d'Any al costat de la seva companya de programa Cristina Pedroche.